# Алехандро Гонсалес Иняриту
Алеха̀ндро Гонса̀лес Иня̀риту (на испански: Alejandro González Iñárritu) е мексикански режисьор, продуцент и сценарист, носител на награда на БАФТА, „Бодил“, две награди „Златен глобус“ и три награди „Оскар“, номиниран е за „Гоя“, три награди „Сезар“ и седем награди „Сателит“. Известни филми режисирани от него са „Кучката любов“, „11 септември“, „21 грама“, „Вавилон“, „Бютифул“ и „Бърдмен“.

## Биография
Алехандро Гонсалес Иняриту е роден на 15 август 1963 г. в град Мексико, Мексико. Започва през 1984 г. като диджей в радио WFM (Мексико), композира музика за филми. Учи кино в Мейн и Лос Анджелис, после се занимава с телевизия и реклама в родината си. Става международно известен с дебютния си филм, „Кучката любов“.
Близък приятел на другите двама мексикански режисьори със световна популярност, Алфонсо Куарон и Гилермо дел Торо, с които често си сътрудничи. Три от най-известните му произведения („Кучката любов“, „21 грама“ и „Вавилон“) са по сценарий на писателя Гилермо Ариага и с музика на Густаво Сантаолая („Оскар“ за саундтрака на „Вавилон“).

## Филмография
Трилогия за смъртта (Trilogía de la muerte)
- „Кучката любов“ (Amores perros, 2000) – награда на журито на фестивала в Кан, награда на БАФТА за „най-добър чуждоезичен филм“ и др.;
- „21 грама“ (21 grams, 2003) – в конкурсната програма на фестивала във Венеция;
- „Вавилон“ (Babel, 2006)[6] – награда за „най-добър режисьор“ на фестивала в Кан, „Златен глобус“ за „най-добър филм“ и други.

Други
- „11 минути, 9 секунди, 1 кадър“ – фрагмент от многонационалния филм, посветен на атентатите от 11 септември 2001 г. (September 11, 2002)
- „Бютифул“ (Biutiful, 2010)
- „Бърдмен“ (Birdman, 2014)[7]
- „Завръщането“ (The Revenant, 2015)[8]